# Береза Ігор Зиновійович
І́гор Зіно́війович Бере́за (нар. 4 серпня 1959, м. Львів) — український художник-кераміст. Член Національної спілки художників України (1992), Міжнародної академії кераміки (2019). Син Зеновія Берези.

## Життєпис
Ігор Береза народився 4 серпня 1959 року у Львові.
Навчався в Львівській дитячій художній школі. 1978 року закінчив Львівське училище декоративно-ужиткового мистецтва імені Івана Труша, 1983-го — Львівський інститут прикладного та декоративного мистецтва (педагоги з фаху  Дмитро Крвавич, Вітольд Манастирський, Василь Гудак). Працював на Львівській експериментальній кераміко-скульптурній фабриці.

## Творчість
1983 року почав виставкову діяльність на міському та міжнародному рівнях (Німеччина, Канада, Польща, США). Учасник численних симпозіумів ( Україна, Польща, Литва, Білорусь). 
У роботах І. Берези є гранично умовна фігуративна і абстрактна пластика із символами і прийомами на основі національного образотворення, що поєднуються художніми формами світового мистецтва. У предметах станково-виставкового характеру, насамперед вирішуються формообразні завдання. Окремі роботи зберігаються у фондах «Del Bello Gallery» (Торонто), Львівської національної галереї мистецтв імені Бориса Возницького, Національного музею-заповідника українського гончарства (смт Опішня, Полтавська область), Музею кераміки (м. Болеславець, Польща), Національному музеї (м. Вроцлав, Польща), Державному музеї декоративного та прикладного мистецтва ( м. Київ).
Серед важливих робіт:
- композиції «Тінь» (1986), «Кримські скелі», «Присутність» (обидві — 1988), «Сни» (1990), «Чорна постать», «Біла постать» (обидві — 1996), «Ніч» (1997), «Воїни» (1998), «Захисник-воїн» (1999), «Три пласти» (2000), «Персонажі» (2001);
- декоративна таріль «Ніч» (1991);
- декоративна скульптура «Чорногора» (1994);
- декоративний пласт «Сім'я» (1995);
- керамічна скульптура «Межа» (1995).

## Нагороди
- 2-га премія на 7-й і 8-й міжнародних виставках мистецтва малих форм (1993, Торонто);
- гранпрі IІІ Національної виставки-конкурсу художньої кераміки «КерамПІК у Опішному!» (2023, с-ще Опішня, Полтавська область)[3];
- срібна нагорода II Міжнародного Бієнале художньої кераміки імені Василя Кричевського (2023)[4].